# 希爾施山 (布雷根茨森林山脈)
47°21′34.15″N 9°59′56.83″E / 47.3594861°N 9.9991194°E

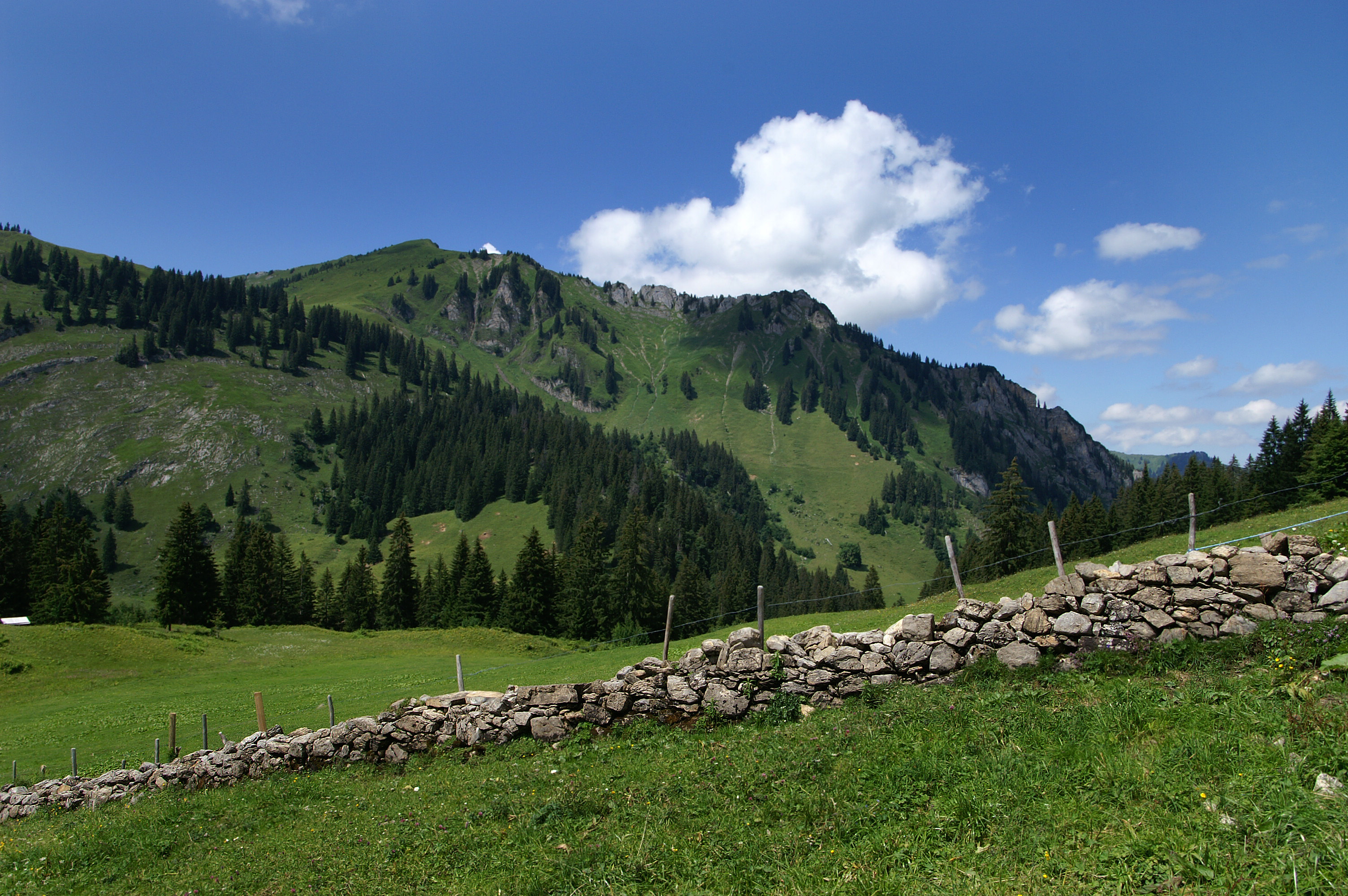
希尔施山

希爾施山（德語：Hirschberg），是奧地利的山峰，位於該國西部，由福拉爾貝格州負責管轄，屬於布雷根茨森林山脈的一部分，海拔高度1,834米，每年平均降雨量1,730毫米。